# Piccalilli-Sauce

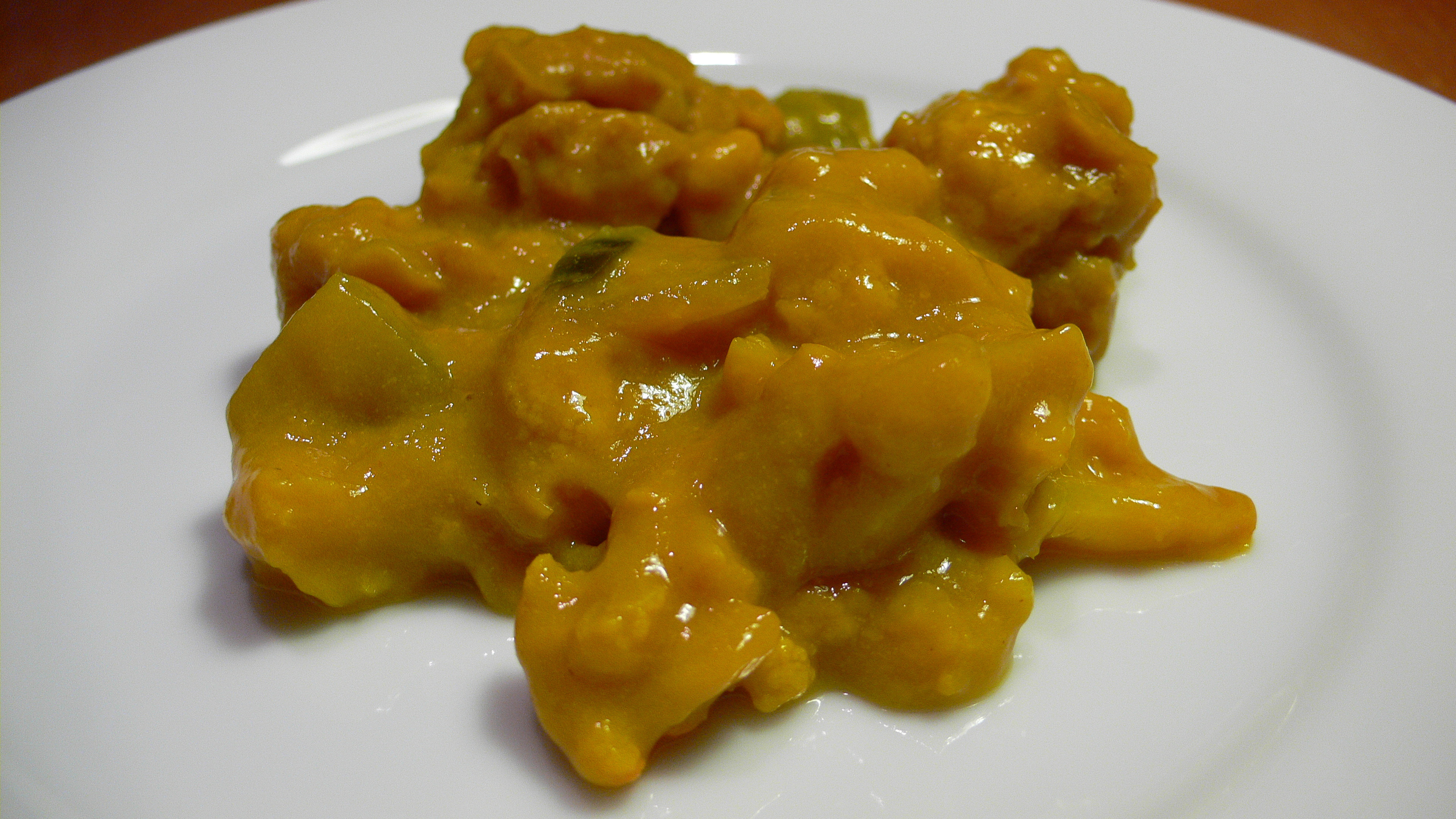
Piccalilli-Sauce

Piccalilli-Sauce (auch Picalilli-Sauce, oder kurz Piccalilli) ist eine Würzsauce, die zu Eier-, Fisch- und Fleischspeisen serviert wird. Piccalilli-Sauce wird aus Wasser mit 10%igem Gärungsessig, Zucker, Senfmehl, Maismehl, Salz, gemahlenem Kurkuma und scharfem Gewürzpaprika gekocht. Diese spezielle englische Senfsauce kann mit fein gehacktem Essiggemüse (Mixed Pickles oder Perlzwiebeln, Blumenkohlröschen, Cornichons u. a.) ergänzt werden.
Piccalilli wird erstmals im Rezeptbuch der Lady Anne Blencowe erwähnt, das um 1609 geschrieben wurde; dort erscheint es als Eintrag „To Pickle Lila, an Indian Pickle“ (deutsch: Einlegen von Lila, einer indischen Essiggurke).